# George Armstrong (football)
Pour les articles homonymes, voir Armstrong et George Armstrong.
George « Geordie » Armstrong est un footballeur anglais né le 9 août 1944 à Hebburn et décédé le 1er novembre 2000. Il devint par la suite entraîneur, notamment au Arsenal FC.

## Biographie
George Armstrong a 17 ans lorsqu'il rejoint Arsenal en août 1961. Il dispute son premier match pour les Gunners contre Blackpool le 24 février 1962, avant de devenir un titulaire durant la saison 1963-64.
Formé comme attaquant de pointe, c'est à l'aile qu'il évolue principalement à Arsenal, majoritairement à gauche mais parfois à droite. Après deux défaites consécutives en finale de League Cup, en 1968 face à Leeds et en 1969 face à Swindon Town, il remporte en 1970 son premier trophée avec Arsenal, la Coupe des villes de foires, et est nommé Meilleur joueur de la saison des Gunners. Lors de l'exercice suivant, en 1970-71, il remporte le doublé championnat d'Angleterre de football -  FA Cup. En 16 saisons au club, il participe à 621 rencontres, dont 500 en championnat, pour 68 buts inscrits. Seuls David O'Leary et Tony Adams disputeront plus de match sous le maillot d'Arsenal. À la suite d'un conflit avec le manager de l'époque, Terry Neill, Armstrong quitte Arsenal et s'engage avec Leicester City à l'été 1977. Un an plus tard, il quitte les Foxes pour rejoindre Stockport County, où il met un terme à sa carrière en 1979.
Malgré ses bonnes performances en club et en sélections de jeunes, il ne sera jamais sélectionné en équipe nationale, certainement parce que le sélectionneur de l'équipe d'Angleterre, Sir Alf Ramsey, n'utilisait pas d'ailiers.
Après avoir pris sa retraite, Armstrong devient entraîneur et travailla pour de nombreux clubs tels que Fulham, Aston Villa, Middlesbrough et QPR, avant de revenir à Arsenal en tant qu'entraîneur adjoint en 1990, un poste qu'il conserva jusqu'à son décès malgré les différents manageurs qui se sont succédé.
Le 31 octobre 2000, George Armstrong s'écroule lors d'un entrainement, victime d'une hémorragie cérébrale. Il décède tôt le lendemain matin, laissant une femme, Marjorie, et deux enfants, Jill et Tom. Un terrain porte son nom à Colney, le centre d'entrainement d'Arsenal.